# Aktivno mesto
Aktivno mesto katalizatora ili enzima je deo molekula koji direktno sudeluje u staranju veze enzima sa supstratom i u samom katalitičkom procesu. 

## Aktivno mesto kod neorganskih katalizatora
Aktivno mesto kod katalizatora predstavlja određeni deo u strukturi katalizatora koji je direktno odgovoran u katalizu hemijske reakcije u čvrstoj fazi. Kod povećanja broja aktivnih mesta, kao na primer pri povećanju površine katalizatora povećava se i sama katalitička aktivnost. Primeri aktivnih mesta kod neorganskih katalizatora su hidroksilne grupe (-OH) prisutne na silikagelu ili šupljine unutar kristala.

## Aktivno mjesto kod enzima

### Veza enzima i supstrata
Kod proteinskih enzima, aktivno mesto predstavlja mali broj aminokiselina smeštenih u unutrašnjosti u hidrofobnom delu proteinskog molekula, čije prostorno uređenje omogućava vezu specifično s molekulom supstrata. Taj trodimenzioni prostor koji se formira u hidrofobnoj unutrašnjosti enzima je odgovoran za njegovu katalitičku moć. Aminokiseline koje izgrađuju aktivno mjesto ne moraju da budu susjedne aminokiseline u peptidnom lancu. Ribozimi su delovi ribonukleinske kiseline (RNK) koji imaju sposobnost katalizovanja reakcije. U tom slučaju, aktivno mjesto čine nukleotidi. U trenutku katalitičke reakcije u aktivnom mestu se supstrat veže s enzimom slabim nekovalentnim vezama (vodoničnim vezama, hidrofobnim i Van der Valsovim vezama) što omogućava brzu promenu molekula supstrata na enzimu. Pošto je veza supstrata na nivou aktivnog mjesta uglavnom vrlo specifična, predložena su dva modela vezivanja molekula na aktivno mesto.
- Model ključa i brava: svaki supstrat koji se veže za enzim ima tačno određeni oblik. Aktivno mjesto enzima je modelovano tako da se supstrat savršeno prostorno uklopi u njega, onemogućivši vezivanje drugih molekula neodgovarajućeg oblika.
- Model modifikacije enzima pri interakciji sa molekulom: Pošto su enzimi fleksibilne strukture, u trenutku vezanja supstrata, aktivno mesto se prostorno modifikuje kako bi se prilagodilo obliku vezanog molekula.

Kod mnogih enzima na aktivno se mjesto često vežu i kofaktori koji sudjeluju u enzimskoj reakciji kao i inhibitori koji je usporavaju ili onemogućavaju.

### Katalitičke reakcije
Supstrati vežu za aktivno mjesto enzima putem slabih nekovalentnih veza, kako bi stvorili kompleks enzim-supstrat. Bočni lanci aminokiselina koje ulaze u sastav aktivnog mjesta služe kao donori ili akceptori elektrona ili drugih grupa prema supstratu kako bi olakšali reakciju. Aminokiseline u sastavu aktivnog mjesta nikad ne menjaju hemijsku reakciju u kojoj sudeluju, nego samo povećavaju njenu brzinu (smanjuju energiju aktivacije). Produkt hemijske reakcije je najčešće vrlo nestabilno povezan s aktivnim mjestom zbog sternih smetnji, pa se brzo odvaja od samog enzima, koji postaje spreman za sledeću reakciju.

## Spoljašnje veze
- Atlas katalitičkih mesta Архивирано на веб-сајту  (3. август 2013)

## Literatura
- Koshland D. The Enzymes, v. I, ch. 7, Acad. Press, New York, 1959
- Perutz M. Proc. Roy. Soc., B (1967) 167, 448,
- Cha, Y., Murray, C. J. & Klinman, J. P. Science (1989) 243, 1325-1330.
- Leonor Michaelis, Maud Menten, Die Kinetik der Invertinwirkung, Biochem. Z. (1913) 49, 333-369.
- G. E. Briggs and J. B. S. Haldane, A note on the kinetics of enzyme action, Biochem. J., (1925) 19, 339-339.
- R.R. Dogonadze and V.G. Levich. Theory of Non-radiative Electronic Transitions between Ions in Solution, Dokladi Akademii Nauk SSSR. Ser. Fizicheskoy Khimii, Moscow, Vol. 124, 1959, 123-126.
- R.R. Dogonadze. Rate of Electron Transfer Reactions in Solutions, Dokladi Akademii Nauk SSSR. Ser. Fizicheskoy Khimii, Moscow, Vol. 133, 1960, 1368-1371.
- Nishimura M and Chance B. Biochim Biophys Acta. (1963) 66, 1-16.
- V.G. Levich, R.R. Dogonadze, E.D. German, A.M. Kuznetsov and Yu.I. Kharkats. Theory of Homogeneous Reactions Involving Proton Transfer, Electrochim.Acta, 15, 1970, 353-367.
- M.V. Volkenshtein, R.R. Dogonadze, A.K. Madumarov, Z.D. Urushadze, Yu.I. Kharkats. Theory of Enzyme Catalysis.- Molekuliarnaya Biologia, (1972), 431-439 (In Russian, English summary)